# Kouki Amarei
Kouki Amarei (天麗皇希, Amarei Kouki, nascida em 23 de janeiro de 1997) é uma lutadora profissional japonesa, atualmente competindo na promoção japonesa Dream Star Fighting Marigold. Ela é conhecida por sua breve passagem pela Actwres girl'Z.

## Início de vida
Amarei estudou balé clássico por 10 anos durante sua infância, com o objetivo de se tornar uma bailarina desde os 5 anos de idade. Ela desistiu do balé devido à dificuldade de encontrar parceiros masculinos que correspondessem à sua altura. No ensino médio, ela se juntou a um clube de música. Após a formatura, Amarei frequentou brevemente uma faculdade de música, mas abandonou o curso. Depois disso, ela seguiu para se tornar dançarina de rua, idol cross-dresser e atriz de teatro, participando de várias produções. Em 2021, Amarei foi descoberta pela Actwres girl'Z, onde fez parte da divisão artística da empresa antes de fazer a transição para o wrestling profissional no início de 2022.

## Carreira na luta livre profissional

### Actwres girl'Z (2022–2024)
Amarei fez sua estreia no wrestling profissional na Actwres girl'Z em 13 de fevereiro de 2022, no evento AWG ACTwrestling Hataage, onde fez equipe com Wild Bunny em uma derrota para Mii e Sakura Mizushima em uma luta de duplas. Ela participou de um torneio pelo vago AWG Single Championship, no qual derrotou Ayano Irie nas primeiras rodadas, Misa Matsui nas segunda, e depois foi derrotada por Miku Aono na final do AWG ACTwrestling In Korakuen Hall em 12 de março de 2023. Ela lutou pela última vez na promoção em 6 de abril de 2024, no AWG ACTwrestling In Osaka, onde fez equipe com sua parceira de duplas "The Royal", Natsumi Sumikawa, para derrotar Miku Aono e Riko Fukunaga.

### Dream Star Fighting Marigold (2024–presente)
Em abril de 2024, Amarei foi anunciada como parte da recém-criada promoção Dream Star Fighting Marigold. No evento inaugural, Fields Forever, realizado em 20 de maio, ela fez equipe com Chika Goto para derrotar Misa Matsui e Natsumi Showzuki. No Marigold Summer Destiny em 13 de julho, ela se uniu novamente a Goto, com quem já lutava na dupla "tWin toWer", e o combate terminou em um empate por limite de tempo contra Kizuna Tanaka e Victoria Yuzuki. Amarei e Goto competiram no torneio inaugural pelo Marigold Twin Star Championship, onde derrotaram Nanae Takahashi e Nao Ishikawa nas primeiras rodadas, mas foram derrotadas por Miku Aono e Natsumi Showzuki nas rodadas seguintes.
No Summer Gold Shine, em 19 de agosto, Amarei desafiou sem sucesso Miku Aono pelo Marigold United National Championship. A luta representou a primeira defesa de título em qualquer categoria na Marigold desde a sua criação. Ela competiu no bloco "Dream League" do Dream★Star GP, onde lutou contra NØRI, Utami Hayashishita, Natsumi Showzuki, Mirai, Chika Goto, Nagisa Nozaki e Victoria Yuzuki.

### Circuito independente japonês (2024–presente)
Amarei frequentemente competiu na cena independente japonesa como uma talento especial de joshi. Na All Japan Pro Wrestling (AJPW), ela fez sua primeira aparição na segunda noite do AJPW New Year Giant Series 2024, em 3 de janeiro, onde fez equipe com Chika Goto para derrotar Miku Aono e Natsuki. Na noite das finais da edição de 2024 do N-1 Victory da Pro Wrestling Noah, Amarei se uniu a Kizuna Tanaka, Bozilla e Miku Aono, mas foram derrotadas por Great Sakuya, Miyuki Takase, Sandra Moone e Takumi Iroha. No Monday Magic Autumn Vol. 3, em 11 de novembro de 2024, Amarei venceu uma battle royal para se tornar a campeã inaugural do GHC Women's Championship.

## Títulos e prêmios
- Dream Star Fighting Marigold
  - Prêmio Dream★Star GP (1 vez)
    - Prêmio de Melhor Luta da Dream League (2024) vs. Mirai em 20 de setembro[19]

  - Prêmios de Fim de Ano da Marigold (1 vez)
    - Prêmio Shine (2024)[20]
- Pro Wrestling Noah
  - GHC Women's Championship (1 vez, inaugural)[18]